# Tang Zhen
Tang Zhen (chinois : 唐甄), né le 20 mars 1630 et mort le 10 avril 1704, fut un philosophe néoconfucianiste et écrivain chinois.
Le sinologue Jacques Gernet a fait une traduction en français de son seul grand ouvrage, Qianshu, sous le titre Écrits d'un sage encore inconnu. Tang Zhen consacra trente années à sa rédaction mais il resta longtemps ignoré en Chine. Il a été redécouvert à sa juste valeur au milieu du XXe siècle.
Ses écrits, à travers une forte dimension autobiographique, associent une réflexion abstraite avec de nombreux exemples. Cela rend son œuvre « vivante et attachante ».

## Biographie
Après avoir assumé de courtes fonctions officielles en tant que sous-préfet du Shanxi en 1671, il redevient un simple citoyen et vit jusqu'à sa mort dans la pauvreté. Il n'entretient de rapports qu'avec de rares savants de son époque.

## Pensée
Selon Jacques Gernet, « il déteste les arguties philosophiques, les vaines discussions sur la nature humaine qui avaient tant occupé les maîtres néoconfucéens du XVIe siècle, et considère au contraire que si la recherche de la sagesse est affaire personnelle et doit être le but de toute vie humaine, elle ne peut être égoïste et doit avoir pour fin, conformément aux enseignements de Confucius et de Mencius, la bonne entente entre les hommes. »

### Contentement intérieur
Par un travail intérieur et une attention aux mouvements de son esprit, Tang Zhen va développer un contentement qui lui permettra de guérir sa nature soucieuse et irritable : « Ce n’est que sur le tard que la sagesse est devenue le but de mon existence. Je savais que c’est en soi-même qu’on trouve la sagesse et qu’il faut tout y ramener sans chercher au-dehors. Mais je souffrais d’être blessé d’un grand nombre de soucis et de sujets d’irritation. (…) Je ne parvenais pas à guérir [cette] tendance maladive (…) jusqu’à ce que je fis réflexion que la substance même de l’esprit est vide et dépourvue de tout objet. (…) Si l’on suit le mouvement spontané de son esprit, il n’y a plus à le maîtriser de force et l’on recueille au contraire le bénéfice de la sérénité. Voilà ce que je veux dire par contentement intérieur. »

### Idéal de l’homme de bien
Comme chez Confucius, Tang Zhen décrit l’idéal de l’homme de bien (junzi), qui cherche à se perfectionner dans la sagesse, sans se soucier de ce que le destin lui réserve. Qu’elles que soient les épreuves, l’homme de bien « reste inébranlable quand tout change autour de lui », tout en gardant son ouverture de cœur et sa « bonté naturelle ». Son esprit est comparé à du métal :  « Chez les hommes ordinaires, l’esprit est comparable à un arbre qui prospère quand on l’arrose et peut être transformé en cendres si on le brûle. Chez l’homme de bien, il est [au contraire] semblable au métal dont la substance foncière ne change jamais, qu’il soit liquéfié quand on le fond ou durci quand on le trempe. »
La condition de l’homme de bien provient d’un état intérieur, d’une acceptation intime de sa situation, et ne dépend aucunement de son statut social : « [il] n’éprouve aucune honte à mener la vie d’un vil serviteur, celle d’un mendiant ou d’un sauvage s’il est né dans ces divers états. [Car] tous les hommes peuvent devenir de grands sages ». Mais parvenir à cet état de détachement n’est pas aisé : « Ne dites pas à la légère que vous méprisez richesses et honneurs, et que vous vous accommoderiez d’être humble et pauvre : si vous en étiez réellement capable, c’est que vous posséderiez les fondements de la vrai sagesse. »